# Roadrun
Roadrun is een Nederlands televisieprogramma op Veronica gepresenteerd door Tamara Brinkman.
In dit televisieprogramma moeten drie teams van twee personen een reis maken door Spanje, hierbij moeten ze opdrachten uitvoeren en proberen zo min mogelijk kilometers te maken.
De winnaars van dit programma krijgen voor een week, samen met vrienden, de beschikking over een privévilla op Ibiza. In de finale werd het gele team uit elkaar gehaald, hierbij streden Gio en Yvette tegen elkaar. De finale werd vervolgens gewonnen door Gio.